# Mark Stoermer
Mark August Stoermer (ur. 28 czerwca 1977 w Houston) – amerykański muzyk, basista amerykańskiego zespołu The Killers. Śpiewa również w chórkach.
Urodził się w Teksasie, jednak później przeprowadził się z rodziną do Las Vegas, gdzie uczęszczał do Chaparral High School. Studiował filozofię na University of Nevada, Las Vegas.
Grał na gitarze w zespołach: Habit Rouge i Negative Ponies. W 2003 jako ostatni dołączył do The Killers, do którego należeli już Brandon Flowers, Dave Keuning i Ronnie Vannucci. Przed wstąpieniem do zespołu był gońcem medycznym.